# The Love Craze
The Love Craze è un cortometraggio muto del 1918 sceneggiato e diretto da Winthrop Kelley.

## Produzione
Il film fu prodotto dalla Nestor Film Company.

## Distribuzione
Distribuito dall'Universal Film Manufacturing Company, il film - un cortometraggio in due bobine - uscì nelle sale cinematografiche USA il 18 novembre 1918.